# بیل فروئند
بیل فروئند (انگلیسی: Bill Freund؛ زادهٔ ۲۶ مهٔ ۱۹۴۱) دوچرخه‌سوار اهل ایالات متحده آمریکا است. وی در بازی‌های المپیک تابستانی ۱۹۶۰ شرکت کرده است.